# Христо Андонов
Христо Андонов Ушинов, известен като Гърчишки или Ключът на Вардара, е български революционер, войвода на Вътрешната македонска революционна организация.

## Биография
Андонов е роден в гевгелийското село Гърчище в 1887 година. Влиза във Вътрешната македоно-одринска революционна организация и през есента на 1911 година вместо да отиде войник става нелегален и се присъединява към четата на Коста Попето, който отвежда около 60 дезертьори като Андонов в Свободна България. Андонов остава обаче с Попето като четник и през май 1912 година се връща с него в Македония. Четата е въоръжена от върховистите около Стефан Николов. Четата влиза в конфликт с другата върховистка чета в Кожух планина – тази на Ичко Димитров. Участва в сражението с османски части при Серменин на 23 юли 1912 година.
При избухването на Балканската война Андонов е доброволец в Македоно-одринското опълчение като служи в четата на Ичко Димитров, по-късно в четата на Коста Христов Попето и в 4 рота на 15 щипска дружина. След Балканските войни продължава революционната си дейност и активно участва във Валандовската акция, при която е помощник на войводата Христо Чауша, и други сражения.
Участва в Първата световна война като войник от Българската армия. След войната се включва във възстановяването на ВМРО и става четник в Струмишката чета на Георги Хаджимитрев. През април 1923 година става дойрански околийки войвода на ВМРО. Четата развива голяма дейност и успява да организира околията. През август околията е поверена на Петър Овчаров, а от юли 1924 година отново е поета от Андонов. През ноември 1924 година се сражава в местността Борисовско в Беласица без жертви.
През 1924 година участва като делегат на Солунския окръжен конгрес на ВМРО и е избран за запасен член на окръжното ръководство. През пролетта на 1925 година преминава река Вардар заедно с четите на Илия Которкин, Андон Попщерев, Тале Андонов и Наум Йосифов и Петър Ангелов. През 1928 година е делегат на Седмия конгрес на ВМРО.
По време на настъпилата криза във ВМРО след убийството на Александър Протогеров в 1928 година Христо Андонов е на страната на михайловистите. Убит е на 29 август 1928 година край село Димидово от Христо Гоглев, изпратен от пратеника на протогеровисткия Централен комитет Димитър Димашев. След убийството Гоглев се предава на сръбските власти и става ренегат.
След смъртта му „Илюстрация Илинден“ пише за него:
| „ | По характеръ той бѣ тихъ момъкъ. На пръвъ погледъ никой въ него не ще подозре, че въ душата му гори огъньтъ на бунта. По образование свършилъ е IV отдѣление. Но природата бѣ сложила върху му печата на разуменъ човѣкъ, характеренъ, разсъдливъ, незлобливъ. Никогашъ никого не нагрубилъ. Не помня съ нѣкого да се е скаралъ. Съ дѣлото не парадираше. С положението си не се гордѣеше. Готовъ бѣ да загине за своята чета, за своя другаръ. Всички го обичаха. Организацията възлагаше на него голѣми надежди. Наричаха го „ключътъ на Вардара“. А той наистина бѣше такъвъ. Теленитѣ мрежи, що заграждатъ Македония, той ги разкъсваше. Вълчитѣ ями храбро прескачаше и винаги бѣше между своите заробени братя. Историята ще отдѣли за него светла страничка. | “ |

## Памет
На Христо Андонов е наречена улица в квартал „Суходол“ в София (Карта).